# Onde o mundo se chama Celanova

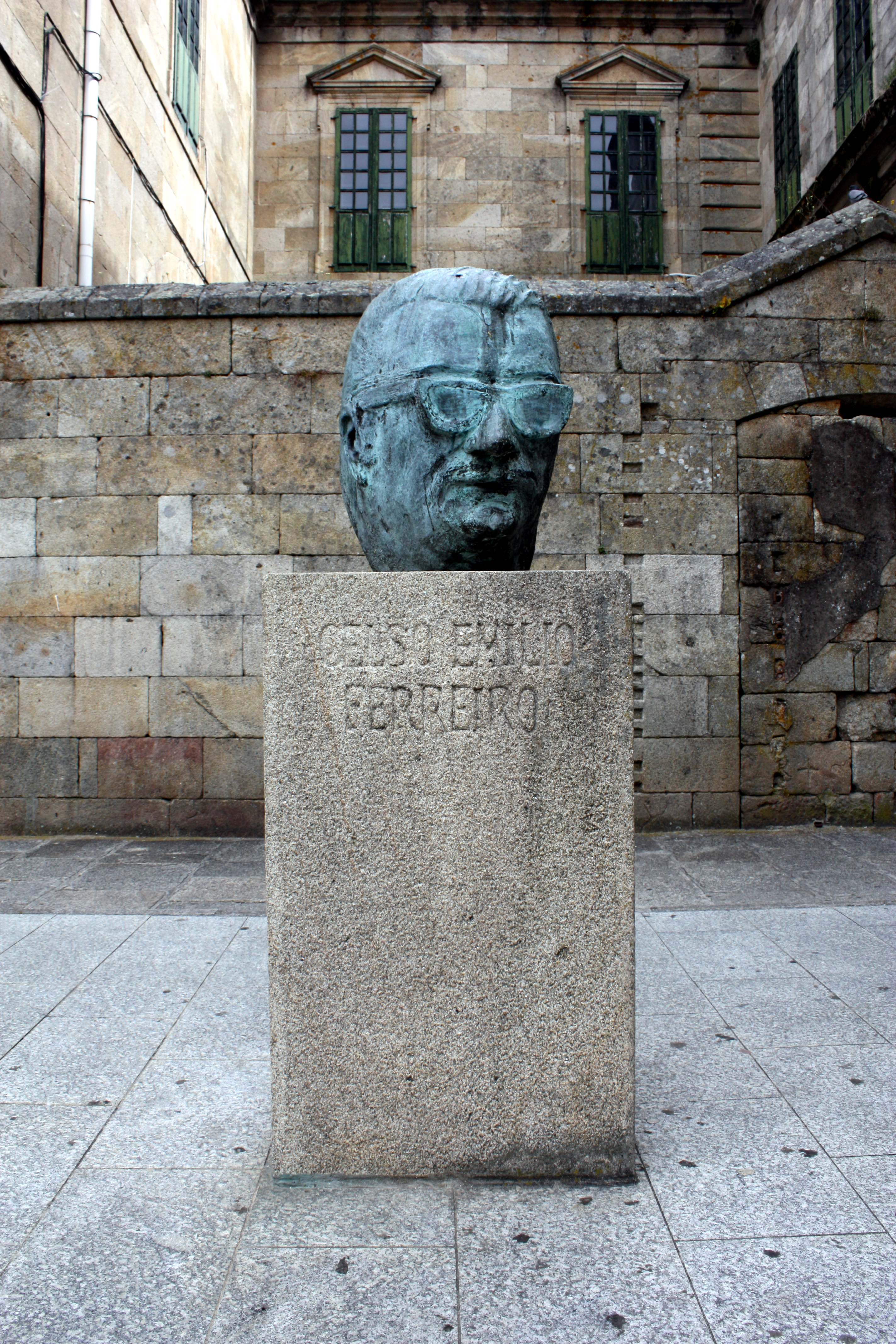
Busto de Celso Emilio Ferreiro en Celanova

Onde o mundo se chama Celanova (en castellano: Donde el mundo se llama Celanova) es un libro de poemas escrito en gallego, publicado por Celso Emilio Ferreiro en 1975. Es el libro más intimista de la lírica de Ferreiro, y tiene como núcleo temático la evocación de la infancia y de la adolescencia. Destacan los quince poemas finales, titulados Moraima: Diario de a bordo, en el que el autor desarrolla su lírica amorosa. El libro fue incluido en la Biblioteca das Letras Galegas de Edicións Xerais de Galicia.

## Temática y estructura
El impulso emotivo de la obra, fue la saudade de la tierra evocada desde Venezuela. Esta temática es particularmente relevante en los trece primeros poemas, en los que el recuerdo de la niñez y la adolescencia constituyen una constante.
Los siguientes veintiún poemas tienen un carácter más heterogéneo, donde los sentimientos anteriores se combinan con el Celso Emilio más crítico: declaraciónes de principios ideológicos, sátiras contra el poder, el dinero, la vida burguesa.
Por último, las quince composiciones de Moraima: Diario de a bordo abre un abanico de inflexiones temáticas a partir del núcleo que representa el diálogo de amor con la esposa como receptora de la gratitud y confidencias del poeta.